# Megaselia seticerca
Megaselia seticerca är en tvåvingeart som beskrevs av Borgmeier 1966. Megaselia seticerca ingår i släktet Megaselia och familjen puckelflugor.
Artens utbredningsområde är Washington. Inga underarter finns listade i Catalogue of Life.